# Associação de Voleibol dos Estados Federados da Micronésia
A Associação de Voleibol dos Estados Federados da Micronésia  (em inglêsːFederated States of Micronesia Volleyball Association, FSMVA) é  uma organização fundada em 1996 que governa a pratica de voleibol na Micronésia, sendo membro da Federação Internacional de Voleibol e da Confederação Asiática de Voleibol, a entidade é responsável por  organizar  os campeonatos nacionais de  voleibol masculino e feminino no país.